# Szinkronoszkóp

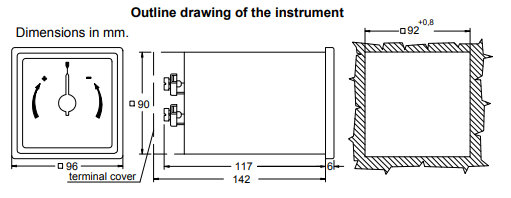
Szinkronoszkóp rajza

Ha egy generátort a villamos hálózatra akarunk kapcsolni, ennek feltétele, hogy a gép és a hálózat minden paramétere megegyezzen. Váltakozó áramú hálózat esetén ennek létrehozása a szinkronizálás, és bekövetkezte a szinkron állapot. Ennek ellenőrzésére szolgál a szinkronoszkóp.

## Működési elve
Az indukciós műszerben forgó mágneses tér van, a szinkronoszkópnál pedig két ilyen mágneses térről beszélhetünk. Az egyiket a hálózat, míg a másikat a generátor gerjeszti. A két mágneses tér kölcsönhatásaként fog forogni, ellenkező irányba forogni, vagy megállni a lengőrész. A műszer megmutatja, hogy a hálózathoz képest a generátor gyorsabb, lassúbb, vagy szinkronban van.

## Működési hibák

### Külső mágneses terek hatása
Lágy mágneses anyagból készült árnyékolással a hiba megszüntethető.

### Egyéb nyomaték a műszerben
A forgórész nem megfelelő kiegyensúlyozása, vagy annak szorulása okozza.

## További információ
- Karsa Béla: Villamos mérőműszerek és mérések (Műszaki Könyvkiadó. 1962),
- Tamás László: Analóg műszerek (Jegyzet Ganz Műszer Zrt. 2006)
- IEC-EN 60051-1-9